# ONEFA 2009
La temporada 2009 de la Liga Mayor fue la septuagésima novena edición de la más antigua competencia de Fútbol Americano Universitario en México y la 31va. administrada por la ONEFA. El torneo tuvo lugar entre septiembre y noviembre. A diferencia de la temporada 2008, hubo un número reducido de participantes luego de que los equipos del ITESM fueran expulsados de la liga y crearan el Torneo Borregos 2009.

## Cambios en las Reglas de Juego
- A partir del 2009, la elegibilidad terminará a los 25 años.
- El Campeón Nacional fue el ganador de la Conferencia del Centro.

## Cambios en el sistema de competencia
- Esta temporada no participaron 6 equipos, ante la salida temporal de los Zorros ITQ, Linces UVM SLP, Borregos Salvajes ITESM Cd. de Méx., Borregos Salvajes ITESM CEM, Borregos Salvajes ITESM Monterrey y Borregos Salvajes ITESM Toluca. Los equipos del Tec participaron, en cambio, en el Campeonato Universitario Borregos 2009.
- Se suspendió el sistema de ascenso entre conferencias.

## Cronología

### Enero
- Los equipos de la Conferencia de los 6 Grandes anuncian que formarán una nueva Conferencia con 8 equipos de la Conferencia Nacional: Águilas UACH, Correcaminos UAT, Jaguares UR, Leones UACAN, Leones UMM, Linces UVM GDL, Linces UVM Torreón y Lobos UA de C.
- El personal de entrenadores de los Pumas CU participó en la reunión anual de la American Football Coaches Association (AFCA), junto con todos los entrenadores de las tres divisiones de la NCAA.

### Febrero
- Se realiza el Congreso Anual de la ONEFA para determinar el sistema de competencia para el 2009 y elegir nueva presidencia (2009-2011).
- La UNAM obtiene la reelección para continuar presidiendo la ONEFA. El cargo será ejercido por Carlos Rosado, que desde mediados del 2008 se había desempeñado como presidente interino.
- La Conferencia del Centro aumenta a 10 equipos, 3 más en relación con la temporada 2008. Los equipos que se incluyeron son Halcones UV, Potros Salvajes UAEM y Toros Salvajes UACh.
- Héctor Cuervo Pensado renuncia como entrenador en jefe de los Aztecas de la UDLA, y se une al personal de Borregos CEM como coordinador ofensivo.

### Marzo
- El Personal de entrenadores de los Leones de la UMM, viajó a Austin, Texas, para participar en las clínicas que imparten los Cuernos Largos de la Universidad de Texas.
- Se crea la Liga Nacional de Fútbol Americano Colegial, con los equipos de Águilas UACH, Aztecas UDLA, Borregos Salvajes ITESM Cd. de Méx., Borregos Salvajes ITESM CEM, Borregos Salvajes ITESM Monterrey, Borregos Salvajes ITESM Toluca, Correcaminos UAT, Jaguares UR, Linces UVM Guadalajara, Linces UVM Torreón, Leones UA, Leones UMM y Lobos UAdeC.

### Abril
- El día 16, Auténticos Tigres, Lobos UAC, Águilas UACH y Linces UVM Querétaro (estos últimos de nuevo ingreso) confirman su estancia en la ONEFA.
- El día 22, Jaguares de la UR Y Leones de la Universidad Anáhuac de Cancún y los Linces de la UVM campus Guadalajara y Torreón confirman su estadía en la ONEFA
- El día 23 confirman los Aztecas de la UDLA su permanencia.
- El viernes 24, durante la junta técnica de la ONEFA para la reestructuración del calendario, confirma su permanencia el equipo de Leones de la UMM, además de que un representante del ITESM llevó una carta firmada por el Dr. Rafael Rangel Sostman, rector del ITESM, para pedir la integración de sus 4 equipos, decisión la cual es aplazada para la junta ordinaria del lunes 27 de abril.
- Se confirma la suspensión de los partidos correspondientes a esta semana de juvenil e intermedia debido al brote de Influenza registrado en la Ciudad de México.

### Mayo
- Se decide dejar fuera a los equipos del ITESM de la competencia de Liga Mayor 2009.
- Se arman los calendario y se forman las conferencias del Norte y del Sur.
- Los equipos del ITESM anuncian la creación del Torneo Borregos 2009.

## Calendario y Resultados

### Postemporada
Conferencia del Norte
|  | Semifinales                           | Semifinales  |    |  | Final                                 | Final |  |
|  |                                       |              |    |  |                                       |       |  |
|  | Estadio J. Castro (Coahuila), 14 Nov. |              |    |  |                                       |       |  |
|  | Lobos UAC                             | 37           |    |  |                                       |       |  |
|  | Linces UVM Gdl                        | 13           |    |  |                                       |       |  |
|  |                                       |              |    |  |                                       |       |  |
|  |                                       |              |    |  | Estadio J. Castro (Coahuila), 21 Nov. |       |  |
|  |                                       |              |    |  | Lobos UAC                             | 34    |  |
|  |                                       | Águilas UACH | 21 |  |                                       |       |  |
|  |                                       |              |    |  |                                       |       |  |
|  |                                       |              |    |  |                                       |       |  |
|  |                                       |              |    |  |                                       |       |  |
|  | Estadio Olímpico de la UACH, 14 Nov.  |              |    |  |                                       |       |  |
|  | Águilas UACH                          | 27           |    |  |                                       |       |  |
|  | Leones UMM                            | 24           |    |  |                                       |       |  |

Conferencia del Centro
|  | Semifinales                             | Semifinales |    |  | Final                          | Final |  |
|  |                                         |             |    |  |                                |       |  |
|  | Estadio Gaspar Mass, 13 Nov.            |             |    |  |                                |       |  |
|  | Auténticos Tigres UANL                  | 55          |    |  |                                |       |  |
|  | Aztecas UDLA                            | 31          |    |  |                                |       |  |
|  |                                         |             |    |  |                                |       |  |
|  |                                         |             |    |  | Estadio Universitario, 20 Nov. |       |  |
|  |                                         |             |    |  | Auténticos Tigres UANL         | 42    |  |
|  |                                         | Pumas CU    | 21 |  |                                |       |  |
|  |                                         |             |    |  |                                |       |  |
|  |                                         |             |    |  |                                |       |  |
|  |                                         |             |    |  |                                |       |  |
|  | Estadio Olímpico Universitario, 14 Nov. |             |    |  |                                |       |  |
|  | Pumas CU                                | 39          |    |  |                                |       |  |
|  | Águilas Blancas IPN                     | 17          |    |  |                                |       |  |

Conferencia del Sur
|  | Semifinales                     | Semifinales |    |  | Final                           | Final |  |
|  |                                 |             |    |  |                                 |       |  |
|  | Estadio J. Amaro, 14 Nov.       |             |    |  |                                 |       |  |
|  | Centinelas CGP                  | 9           |    |  |                                 |       |  |
|  | Leones UA                       | 12          |    |  |                                 |       |  |
|  |                                 |             |    |  |                                 |       |  |
|  |                                 |             |    |  | Estadio J. J. Pichardo, 21 Nov. |       |  |
|  |                                 |             |    |  | Potros Salvajes UAEM            | 19    |  |
|  |                                 | Leones UA   | 20 |  |                                 |       |  |
|  |                                 |             |    |  |                                 |       |  |
|  |                                 |             |    |  |                                 |       |  |
|  |                                 |             |    |  |                                 |       |  |
|  | Estadio J. J. Pichardo, 14 Nov. |             |    |  |                                 |       |  |
|  | Potros Salvajes UAEM            | 26          |    |  |                                 |       |  |
|  | Pumas Acatlán UNAM              | 20          |    |  |                                 |       |  |

## Premios 'Casco de Oro'
La vigésimo quinta edición de los Cascos de Oro, entregados por el Salón de la Fama del Fútbol Americano en México, tuvo como ganadores a los siguientes jugadores y entrenadores:
- Coach del año: Dr. Pedro Morales - Auténticos Tigres UANL
- Jugador del año: Jonathan Barrera Sánchez - Pumas CU
- Quarter back del año: Roberto Vega - Auténticos Tigres UANL
- Novato del año: Pedro Antonio Villarreal Arriaga  - Autenticos Tigres UANL
- Pateador del año: Mauricio Morales - Pumas CU
- Defensivo del año: José Luis Meza Matus - Águilas Blancas
- Liniero del año: Gerardo Hernández Arévalo - Auténticos Tigres UANL
- Receptor del año: Carlos Alberto Garza Méndez - Auténticos Tigres  UANL
- Diploma especial: Oscar Silva - Auténticos Tigres UANL, (gol de campo más largo de la temporada de 58 yardas)

- Datos: Q6047752